# Millington (Nueva Jersey)
Millington es un lugar designado por el censo ubicado en el condado de Morris en el estado estadounidense de Nueva Jersey. En el Censo de 2020 tenía una población de 3038 habitantes y una densidad poblacional de 447,42 habitantes por km². Fue incluido como CDP en el censo de 2020.

## Geografía
Millington se encuentra ubicado en las coordenadas 40°54′18″N 74°39′55″O / 40.90500, -74.66528. Según la Oficina del Censo de los Estados Unidos,  tiene una superficie total de 6,79 km², de la cual 6,74 km² corresponden a tierra firme y 0,05  km² a agua.